# Futbol'nyj Klub Тorpedo-Viktorija
Il Тorpedo-Viktorija Nižnij Novgorod, ufficialmente Futbol'nyj Klub Тorpedo-Viktorija (in russo Футбольный клуб Торпедо-Виктория?), è una società di calcio russa con sede a Nižnij Novgorod.

## Storia

### Unione sovietica
Il club è stato fondato nel 1932, quando la città di Nižnij Novgorod si chiamava Gor'kij: il primo nome del club fu GAZ Gor'kij. Nel 1936, con la nascita del campionato sovietico di calcio il club fu rinominato Molotov Autozavod alla Gruppa G (quarta e ultima serie del campionato), finendo ultimo nel torneo primaverile e non partecipando a quello autunnale. L'anno seguente assunse il nome di Torpedo Gor'kij, partecipando nuovamente alla Gruppa G, senza successo.
La riorganizzazione dei campionati gli consentì, però, di partecipare al Gruppa B, seconda serie del campionato sovietico. I risultati della squadra migliorarono solo dopo la fine della seconda guerra mondiale: dopo un secondo posto nel girone Est nel 1946, la squadra vinse il girone 1 della Federazione Russa, sfiorando la promozione dopo il secondo posto nel girone dei play-off. Il nuovo secondo posto nel girone 1 della Federazione Russa del 1947 gli consentì comunque l'accesso alla Pervaja Gruppa, massima serie sovietica: fu un'apparizione breve, visto che nel 1948 finì ultima e retrocesse.
Due anni più tardi, nel 1950, un nuovo secondo posto in quella che era divenuta la Klass B gli consentì un nuovo accesso alla massima serie: anche in questo caso l'avventura del 1951 si concluse con l'ultimo posto e la retrocessione. La storia si ripeté nel 1953: nuovo secondo posto finale in seconda serie, conseguente promozione in massima serie e ultimo posto nel 1954.
Fino al 1962 la squadra militò in seconda serie, per poi continuare nei campionati locali.

### Russia
Con la dissoluzione dell'Unione sovietica la città di Gor'kij divenne Nižnij Novgorod e, di conseguenza, la squadra si trasformò in Torpedo Nižnij Novgorod. Nel 1997, con l'arrivo tra i professionisti, il club fu rinominato Тorpedo-Viktorija: iniziò così una rapida scalata. Il quarto posto nel girone 4 di Tret'ja Liga (quarta serie del campionato) e la riforma dei campionati russi consentirono alla squadra l'accesso in Pervenstvo Professional'noj Futbol'noj Ligi.
Alla prima esperienza in questa serie la squadra vinse il Girone Volga, ottenendo l'accesso in seconda serie: l'esperienza nella categoria fu breve, con un diciannovesimo posto nel 1999 che significò retrocessione. Nel 2001, il 17º posto finale costrinse il club a tornare tra i dilettanti.

## Palmarès

### Competizioni nazionali
- Pervaja Liga: 1

1947 (Girone 4)
- Pervenstvo Professional'noj Futbol'noj Ligi: 1

1998 (Zona 1 - Federazione Russa)

### Altri piazzamenti
- Pervaja Liga:

Secondo posto: 1946 (girone Est), 1950